# 鉴藏印
鉴藏印，印章的一种，是文人或收藏家用作鉴赏、校订、收藏而钤盖在书法绘画作品和图书上的印章。

## 简介
最早的书画鉴藏印，据史载是在东晋时期。自唐前后历代流传至今之法书名画，或真迹、摹本、廓填、拓片，上有押署即签名。唐宋以来，书画作品本身及其贉尾或书籍始有各种公私鉴藏印记，为后人溯述流传渊源提供了鉴别真伪的历史依据。鉴藏印大致可分为两类：一类是用于书画鉴赏、审定与收藏的印章；一类是用于图书典籍收藏的印章。

## 知名收藏家
- 安国
- 项元汴
- 韓世能
- 董其昌
- 安岐
- 乾隆皇帝
- 潘祖蔭
- 盛筱珊
- 汪士元
- 胡梅庵
- 丁惠康